# Kaja Kallas
Kaja Kallas (AFI: /ˈkaja ˈkalːːas/; Tallinn, 18 giugno 1977) è una politica estone, Alto rappresentante dell'Unione per gli affari esteri e la politica di sicurezza nella Commissione von der Leyen II dal 1º dicembre 2024. Precedentemente, è stata primo ministro dell'Estonia, prima donna a ricoprire tale incarico, dal 26 gennaio 2021 al 23 luglio 2024.
Segretaria del Partito Riformatore Estone dal 2018, è stata deputata del Parlamento estone (Riigikogu) nel 2011-2014 e nel 2019-2021. È stata anche deputata del Parlamento europeo nel 2014-2018, in rappresentanza del Gruppo dell'Alleanza dei Democratici e dei Liberali per l'Europa (ALDE). Il suo nome, prima volta per un primo ministro, è stato inserito dalla polizia russa nella lista dei ricercati.

## Biografia

### Origini e formazione
È nata a Tallinn il 18 giugno 1977. Suo padre, Siim Kallas, è stato ministro capo dell'Estonia dal 2002 al 2003 e commissario europeo dei trasporti dal 2004 al 2014. Durante le deportazioni sovietiche dall'Estonia, nel giugno 1941 sua nonna e sua madre, Kristi, furono deportate in Siberia su un carro bestiame. Fu loro permesso di tornare in Estonia dieci anni dopo. Il nonno paterno di Kallas, l'avvocato Eduard Alver (1886-1939), uno dei fondatori della Repubblica di Estonia il 24 febbraio 1918 e il primo capo della polizia estone dal 1918 al 24 maggio 1919.
Kallas si è laureata in giurisprudenza nel 1999 all'Università di Tartu. Ha vissuto brevemente in Francia e Finlandia mentre si formava in diritto europeo. Dal 2007 ha frequentato l'Estonian Business School, dove ha conseguito un master in economia nel 2010.

### Carriera professionale
Inizia la sua carriera lavorando come avvocato nel settore del diritto dell'Unione europea e dell'antitrust.
Si è iscritta all'Ordine degli avvocati estone nel 1999, conseguendo il titolo di avvocata nel 2002. Si è associata come partner dello studio legale Luiga Mody Hääl Borenius e Tark & Co. Ha anche lavorato come executive coach presso la Estonian Business School. È stata anche componente dell'Alleanza Antitrust Europea. Nel 2011 è stata messa in stato di inattività come membro dell'Ordine degli avvocati estone. Nel novembre 2018, Kallas ha pubblicato il suo libro di memorie MEP: 4 aastat Euroopa Parlamendis (MEP: Quattro anni al Parlamento europeo), in cui descrive la sua vita e il suo lavoro a Bruxelles dal 2014 al 2018.

### Carriera politica
Dal 4 marzo 2011 al 1º luglio 2014, è stata deputata del Riigikogu, dove ha presieduto la commissione affari economici.
Dal 1º luglio 2014 al 5 settembre 2018 è stata europarlamentare nel gruppo dell'Alleanza dei Democratici e dei Liberali per l'Europa (ALDE). È divenuta membro della commissione per l'industria, la ricerca e l'energia (ITRE) e ha lavorato nel gruppo che si dedica alla robotica e all'intelligenza artificiale.
Dal 2018 è divenuta segretaria del Partito Riformatore Estone. A seguito delle dimissioni del primo ministro Jüri Ratas, avvenute il 13 gennaio 2021, la presidente della Repubblica dell'Estonia, Kersti Kaljulaid le ha conferito l'incarico di formare un nuovo governo, entrato in carica il 26 gennaio. L'esecutivo presieduto da Kallas è un governo di coalizione fra Partito Riformatore e Partito di Centro Estone. È stata la prima donna a ricoprire questo incarico nel suo Paese. È considerata un'europeista.
Il 14 luglio 2022, a seguito di dissidi con il Partito di Centro, ha presentato le dimissioni sue e del governo. Il 15 luglio ha ottenuto nuovamente la fiducia del Riigikogu, grazie al sostegno del Partito Riformatore di cui è segretaria, del Partito Socialdemocratico Estone e di Isamaa, mentre il Partito di Centro passa ufficialmente all'opposizione schierandosi contro di lei. Le viene dunque conferito un secondo mandato governativo. Il 18 luglio presenta il suo secondo esecutivo, un governo di coalizione che include i tre partiti che le avevano votato la fiducia al Riigikogu.
Il 17 aprile 2023, il suo partito ottiene un buon risultato alle elezioni del 2023, e forma il suo terzo governo, grazie al sostegno di Estonia 200 e del Partito Socialdemocratico.

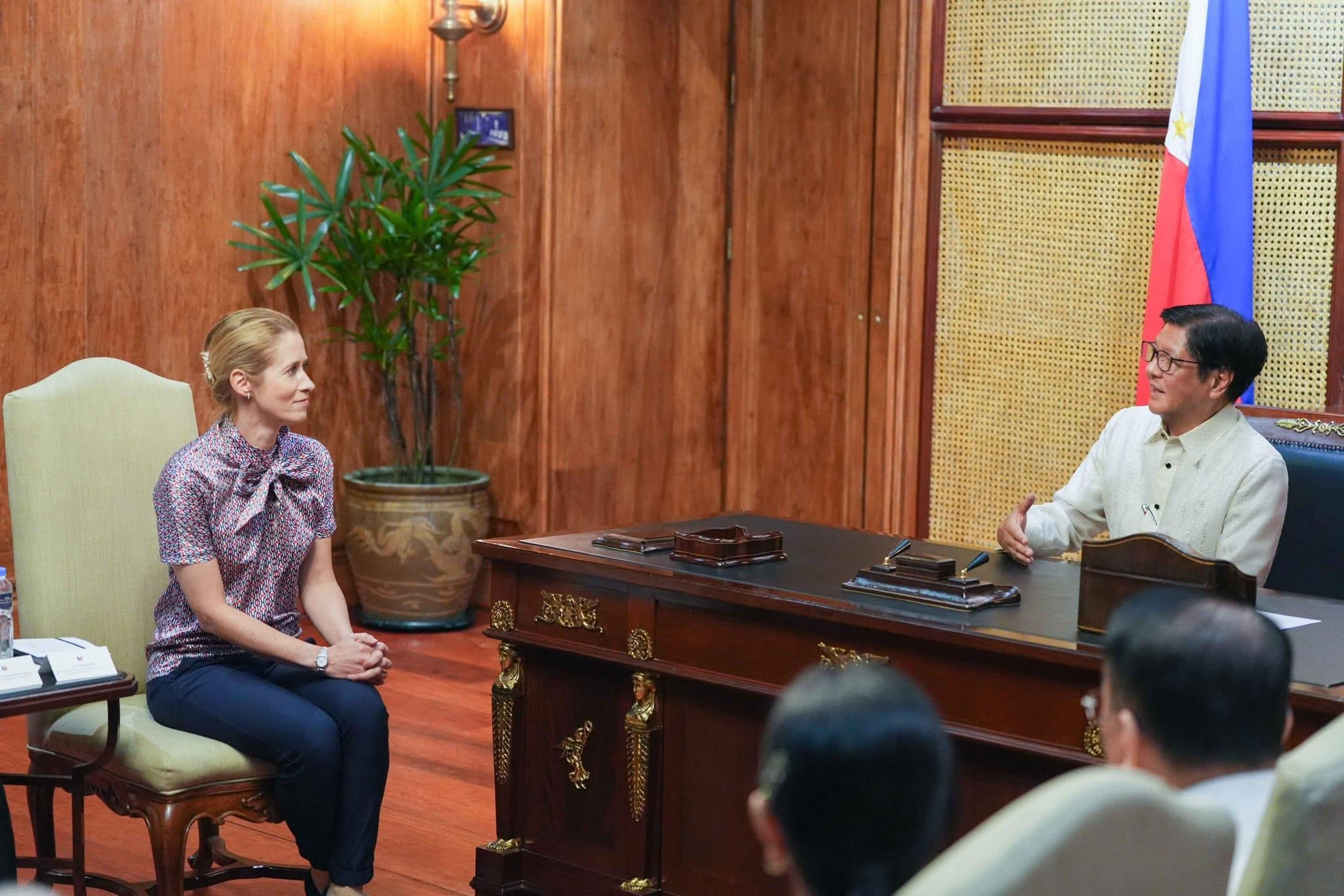
Kallas ha incontrato il presidente filippino Ferdinand Marcos Jr. a Manila nel 2025.

Il 15 luglio 2024, in seguito alla sua nomina per la carica di Alta rappresentante dell'Unione per gli affari esteri e la politica di sicurezza, formalizzata il 27 giugno durante il primo Consiglio europeo successivo alle elezioni europee dello stesso anno nell’ottica dei colloqui per la formazione di una nuova maggioranza a sostegno della nuova commissione von der Leyen, rassegna le dimissioni nelle mani del presidente Alar Karis, vista l'incompatibilità tra le due cariche.

## Controversie
Nel agosto 2023, Kaja Kallas fu coinvolta in uno scandalo dopo che si scoprì che il marito, Arvo Hallik, possedeva quote nella società Stark Logistics, attiva in Russia nonostante l’invasione dell’Ucraina nel 2022. L’azienda dichiarò di supportare un cliente estone, Metaprint, nella chiusura delle attività sul territorio russo, ma l'entità economica dei rapporti sollevò dubbi pubblici e politici.
Lo scandalo generò forti pressioni sull’esecutivo e richieste di dimissioni da parte dell’opposizione, mentre Kallas respinse ogni accusa, negando violazioni di legge. Pur non emergendo irregolarità formali, l’episodio indebolì la sua immagine, soprattutto alla luce del suo noto posizionamento anti-Cremlino.
Hallik annunciò la cessione delle quote e le dimissioni da Stark Logistics. Nel luglio 2024, Kallas lasciò l’incarico di Primo ministro dell'Estonia per assumere il ruolo di Alto rappresentante dell'Unione europea per gli affari esteri e la politica di sicurezza.

## Vita privata
Nel 2002 ha sposato Taavi Veskimägi, ex ministro delle finanze e manager, con cui ha avuto un figlio e da cui ha divorziato nel 2014. Nel 2018 ha sposato Arvo Hallik, un banchiere già padre di due figli.